# Alpár Zsuzsa
Alpár Zsuzsa (1944. szeptember 2. – 2013. február 18.) gyermekpszichológus, szakíró, fordító.

## Életpályája
Pályakezdése a Tűzoltó utcai Gyerekklinikához kötődik, innen a legendás hírű pszichoanalitikus szemléletű Faludi utcai Rendelőbe ment dolgozni, itt dolgozott évtizedeken keresztül az Ego Klinika megalapításáig. Az 1980-as évek elejétől haláláig részt vállalt a gyerekklinikiai és a gyerekpszichoterápiás szakképzésben. A gyermekpszichológia elkötelezett híve volt, gyermekterápiás munkája mellett törekedett a gyermekpszichológia népszerűsítésére is rádióműsorokban, újságcikkekben. A gyermekpszichológia és a gyermekklinikum területén kifejtett tevékenysége megbecsülést és tiszteltet váltott ki.

## Művei

### Könyvei, illetve könyvek, amelyben fejezetekeket írt
- A krónikus beteg gyerekek életmódja. (társszerző) in: Baj van a gyermekemmel, szerk.: F. Várkonyi Zsuzsa. Gondolat Kiadó, Budapest, 1977. 177-205. old.
- Dinamikus gyermekpszichiátria, szerk.: Vikár György és Vikár András.(társszerző) Medicina, Budapest, 2001. 333-354. old.
- Viszony és iszony : kapcsolati krízisek. in: Párkapcsolatok. (társszerző) Saxum Kiadó - Pszichodiák Alapítvány, Budapest, 2008. 55-72. old.
- Irgum-burgum, avagy büntetés - jutalmazás, engedékenység - szigor.in: Gyerekeinkért /szerk.: Horányi Annabella és Kósáné Ormai Vera. Flaccus Kiadó, Budapest, 2008. 30-39. old.
- Legfeljebb elválunk (társszerző)(Saxum, Budapest, 2009. 65-92. old.)

### Egyéb publikációi
- Múlt és jövő

### Fordításai
- Selma Fraiberg: Varázsos évek,
- Figdor Helmut: A reménység peremén
- Freud, Sigmund: Egy ötéves fiú fóbiájának analízise - A "kis Hans" in: A Patkányember. 111-213. Cserépfalvi, Budapest, évszám nélkül
- Freud, Siegmund: Megjegyzések egy kényszerneurotikus esetről - A "Patkányember" in: A Patkányember. 203-276. Cserépfalvi, Budapest, évszám nélkül
- Argelander, Hermann: Az első pszichoterápiás interjú. Springmed Kiadó. Budapest, 2006.